# Chaetonotus furculatus
Chaetonotus furculatus är en djurart som tillhör fylumet bukhårsdjur, och som beskrevs av Schwank 1989. Chaetonotus furculatus ingår i släktet Chaetonotus och familjen Chaetonotidae. Inga underarter finns listade i Catalogue of Life.